# Saint-Palais (Pireneje Atlantyckie)
Saint-Palais – miejscowość i gmina we Francji, w regionie Nowa Akwitania, w departamencie Pireneje Atlantyckie. Nazwa miejscowości pochodzi od imienia św. Paladiusza.
Według danych na rok 1990 gminę zamieszkiwało 2055 osób, a gęstość zaludnienia wynosiła 194 osób/km² (wśród 2290 gmin Akwitanii Saint-Palais plasuje się na 204. miejscu pod względem liczby ludności, natomiast pod względem powierzchni na miejscu 1022.).